# Smilax auriculata
Smilax auriculata är en enhjärtbladig växtart som beskrevs av Thomas Walter. Smilax auriculata ingår i släktet Smilax och familjen Smilacaceae. Inga underarter finns listade.